# ثقافة بروتستانتية
على الرغم من أن الإصلاح البروتستانتي كان في الأساس حركة دينية، إلاّ أنّ تأثيره اشتمل على جميع الجوانب الأخرى من المجتمع: الزواج والأسرة، والتعليم، والعلوم الإنسانية والعلوم، والنظام السياسي والاجتماعي، والاقتصاد، والفنون.

## الأسرة

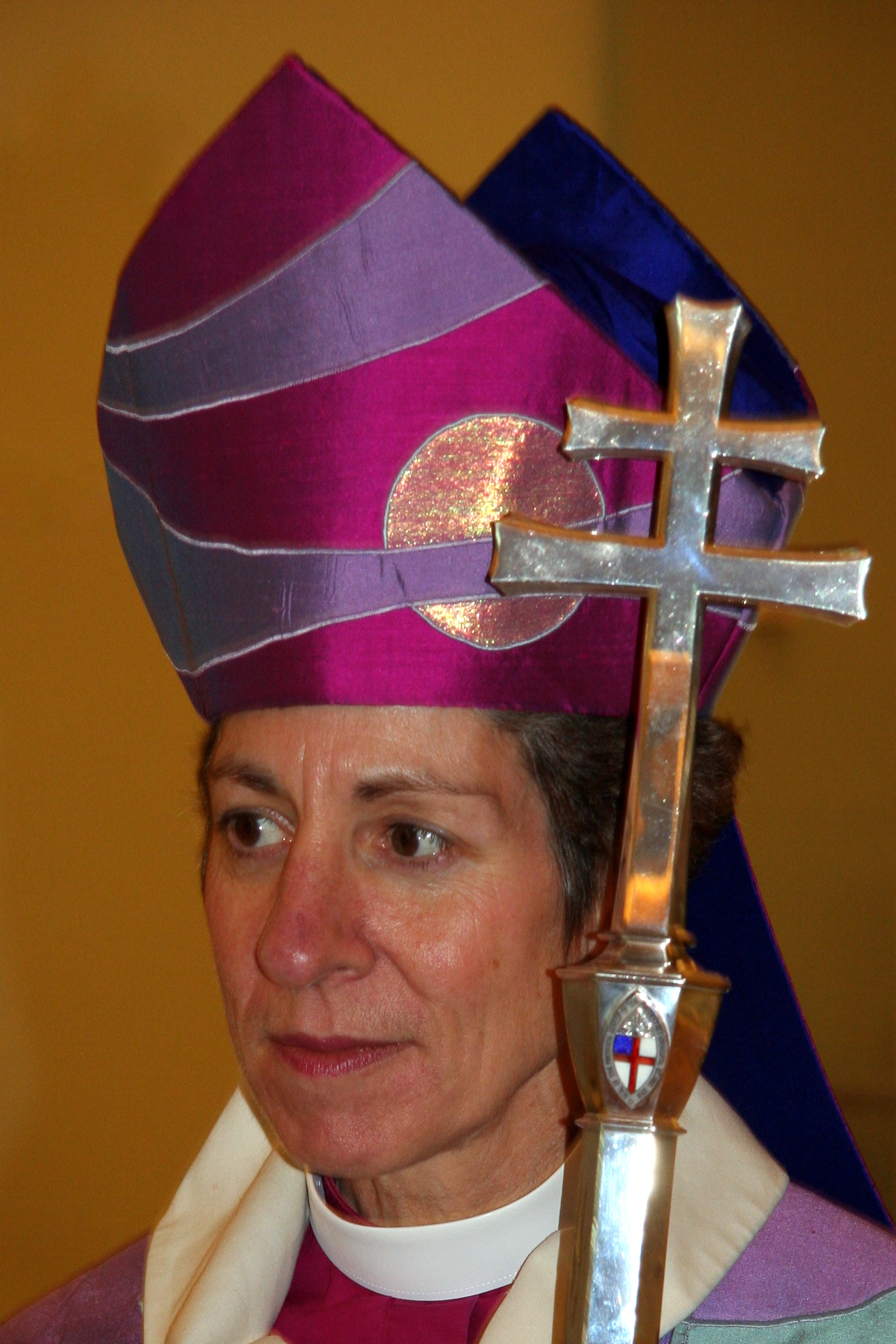
كاثرين جيفيرتس شوري، أول إمراة تتولى منصب أسقف الكنيسة الأسقفية الأمريكية.

تعتبر الأسرة الوحدة المركزية للمجتمع المسيحي،  وهي في المفهوم المسيحي كنيسة صغيرة،  وقد سمحت جميع المذاهب البروتستانتية بزواج رجال الدين. وقد أحدث مارتن لوثر ثورة إصلاحية شملت السماح للقسس بالزواج، وكان مارتن لوثر نفسه قد تزوج من كاترينا فون بورا في 13 يونيو 1525.
قد ساهمت العديد من أسر الكهنة في تطوير النخب الفكرية في بلدانهم وبزر العديد من أبناء رجال الدين البروتستانت في كافة المجالات منهم على سبيل المثال الروائية الإنجليزية جاين أوستن، ومختري أول طائرة الأخوان رايت،  والفيلسوف والحائز على جائزة نوبل للسلام ألبرت شفايتزر، والكاتب والحائز على جائزة نوبل في الأدب تيودور مومسن، والرياضياتي والفيزيائي ليونهارت أويلر،  والفيلسوف فريدرخ نيتشه،  والرئيس الثاني والعشرون والرابع والعشرون للولايات المتحدة جروفر كليفلاند، ومؤسس شركة دي بيرز للألماس سيسل رودس، وصمويل مورس مخترع التلغراف،  وعالم الرياضيات ألفريد نورث وايتهيد،  والحاصل على جائزة نوبل للفيزياء إيرنست والتون، والحاصل على جائزة نوبل في الكيمياء روبرت كيرل،  والحاصل على جائزة نوبل في الطب جون سالستون،  وإحد مؤسسي شركة إنتل روبرت نويس،  ومستشارة ألمانيا أنغيلا ميركل،  ورئيس الوزراء البريطاني السابق جوردون براون، وعالم النفس كارل يونغ،  الممثل دنزل واشنطن،  والممثل آرون بول،  والمغنية جيسيكا سمبسون وغيرهم.

### النساء
منذ حوالي عام 1950، دخلت النساء في سلك الكهنوت، وتولت النساء بعض أهم المناصب القيادية (مثل الأساقفة) وذلك في معظم الكنائس البروتستانتية. حيث تحاول معظم الطوائف البروتستانتية السائدة تخفيف القيود المفروضة منذ زمن بعيد على رسامة النساء كأساقفة، وذلك على الرغم من وجود بعض المجموعات الكبيرة التي تشدد هذه القيود كنوع من ردة الفعل. في حين تبنت الكنائس الكاريزماتية والعنصرة سيامة النساء منذ تأسيسها بهم.
كذلك يتم توجيه انتقادات إلى الكنائس البروتستانتية الإنجيلية والخمسينية والمحافظة من قبل الحركات الأنثوية بسبب تشجيع الكنائس المحافظة على دور المرأة التقليدي، وهو ما تراه الحركات الأنثوية حط من قيمة المرأة. وتصل أحيانًا الانتقادات إلى العقيدة والمفاهيم المسيحية مثل كون الأنبياء من الذكور، وكون قصص الكتاب المقدس تركز على الرجل وهو ما تراه هذه الحركات ساهم في بناء المجتمع الأبوي.

## التعليم

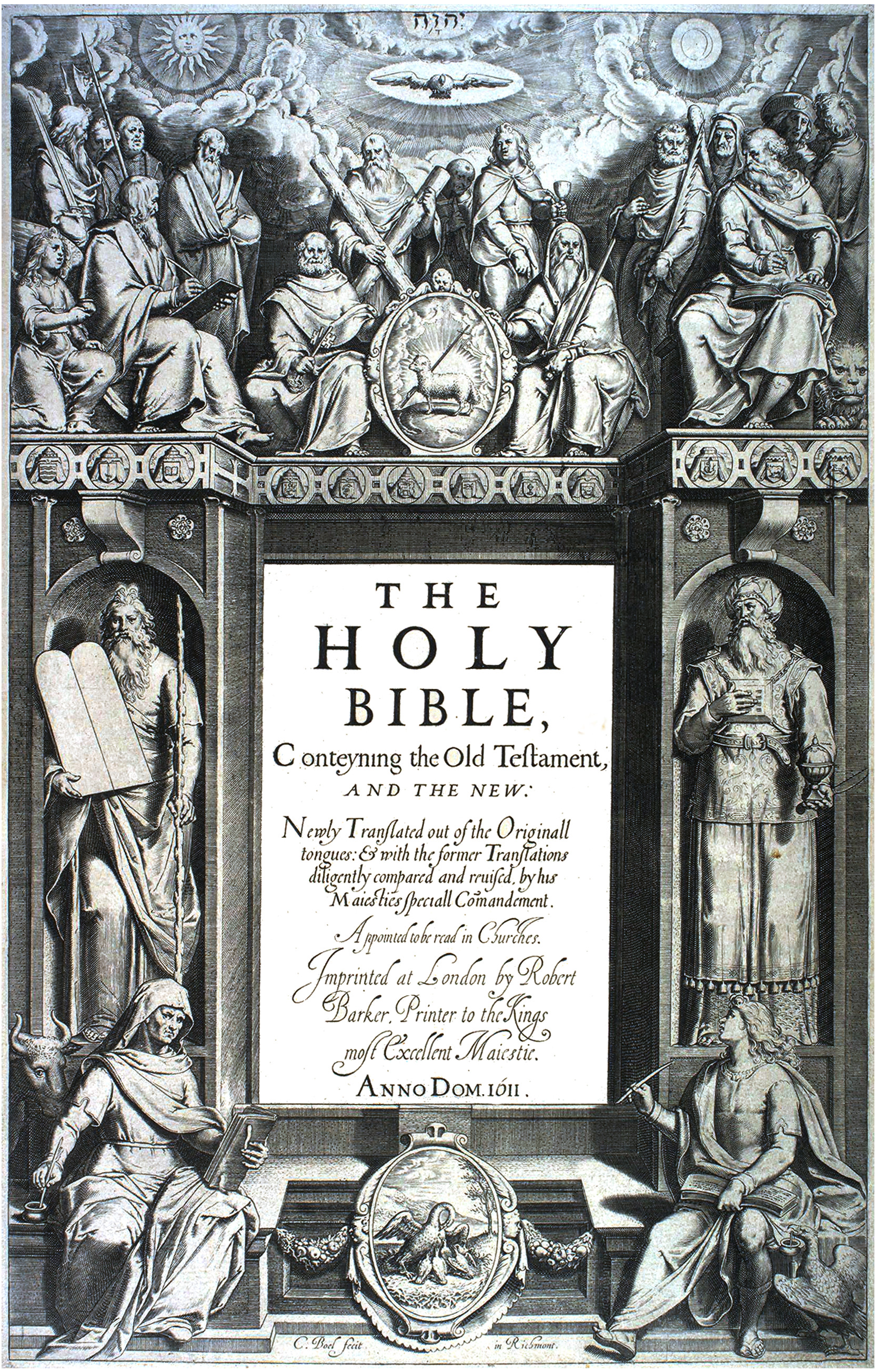
صفحة من طبعة الكتاب المقدس للملك جيمس، وهي من أهم الأعمال الأدبية في الحضارة الغربية.

أراد الإصلاحيين أن يكون جميع أعضاء الكنيسة قادرين على قراءة الكتاب المقدس والحصول على التعليم على جميع المستويات. على سبيل المثال أسس أتباع مذهب التطهيرية وهم أول من أسس مستعمرة خليج ماساتشوستس عام 1628 كانوا وراء تأسسيس جامعة هارفارد بعد ثماني سنوات على يد القس البروتستانتي جون هارفارد. تبعها بعد ذلك إنشاء حوالي اثني عشر جامعة أخرى في القرن 18، وجامعة ييل التي تأسست على يد مجموعة من رجال الدين البروتستانت وجامعة برنستون التي أرتبطت بالكنيسة المشيخية الأمريكية. وجامعة بنسلفانيا التي أسسها رجال دين من الكنيسة الأسقفية والميثودية وجامعة كولومبيا التي أرتبطت بالكنيسة الأسقفية وجامعة براون التي أسستها الكنيسة المعمدانية أما كلية دارتموث فقد أسسها القس الأبرشاني إلياعازر ويلوك كجامعة تبشيرية وجامعة ديوك التي أسسها رجل الأعمال واشنطن ديوك وارتبطت تاريخيًا ورسميًا ورمزيًا في الكنيسة الميثودية، 

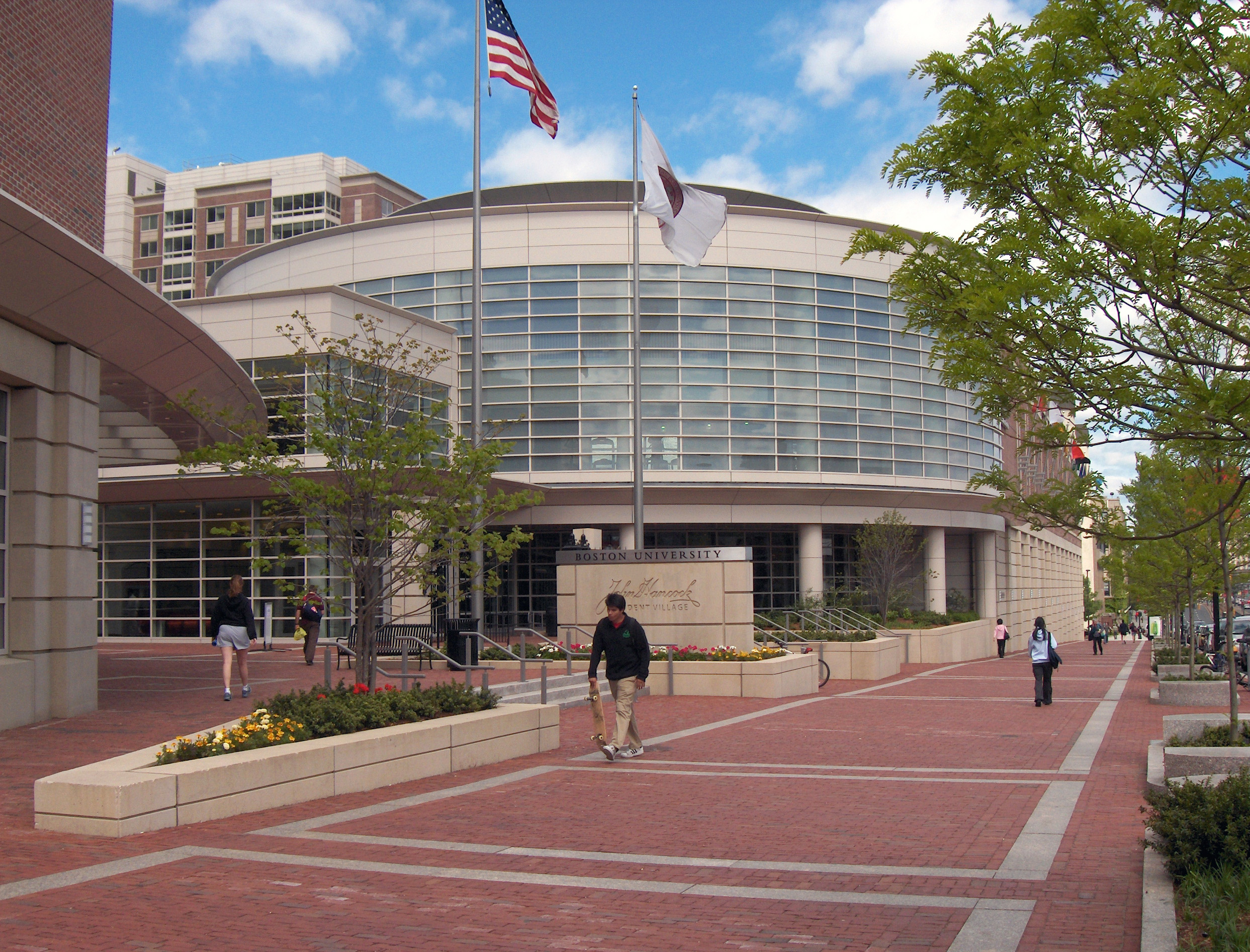
جامعة بوسطن، وترتبط بالكنيسة الميثودية، وهي رابع أكبر جامعة خاصة في الولايات المتحدة الأمريكية.

شدّد المصلحين البروتستانت كل من مارتن لوثر وجان كالفن وغيرهم على أهمية التعليم. في عام 1578 أصدر مجلس الكنائس البروتستانتية الفرنسية منشور يجبر فيه الوالدين تعليم أبناءهم إذ رأى المصلحون البروتستانت في أهمية التعليم داخل الأسرة باعتبارها الوحدة الأساسية لتعزيز الاعتقاد الديني، والاستقرار الاجتماعي، لذلك طالبوا بتوجه المزيد من الاهتمام للأطفال ولتعليمهم ومحاولة نشر القراءة والكتابة حتى يتسنى للجميع قراءة الكتاب المقدس، وبالتالي فان الدول البروتستانتية كانت تولي أهمية للتعليم في المنزل وللحياة المنزلية وفي كيفية الاعتناء بها. وكان أيضًا لطبعة الكتاب المقدس للملك جيمس، تأثير قوي، لا في أميركا أو بريطانيا فقط، بل في أي مكان وصلت إليه اللغة الإنكليزية، أي جميع المستعمرات بما فيها كندا وأستراليا ونيوزيلندا والدول الأفريقية المتحدثة بالإنكليزية. وقد أثرت الطبعة في شعر جون ميلتون وخطب مارتن لوثر كينغ. وبما أن إنجيل الملك جيمس هو مراجعة لترجمة ويليام تيندال وغيره من مترجمي القرن السادس عشر فإنه لا يعتبر ترجمة جديدة بحد ذاته بل هو تصاهر بين أفضل الترجمات التي سبقته. مع ظهور الإصلاح البروتستانتي كان هناك توجه واسع النطاق للتعليم لأنه كان مطلوب من الاصلاحيين أن يكونوا قادرين على قراءة الكتاب المقدس. فقد قال لوثر أنه من الضروري للمجتمع تعليم شبابها. ورأى أنه كان من واجب السلطات المدنية إجبار رعاياهم لإبقاء أطفالهم في المدرسة.

### في الهند
بعد عام 1857، أصبح إنشاء المدارس والمستشفيات من قبل المبشرين البروتستانت البريطانيين «سمة محورية للعمل التبشيري والمسارات الرئيسية للتحويل الديني». وتعتبر كلية كنيسة المسيح التي بنيت في عام 1866 وكلية سانت ستيفن والتي بنيت في عام 1881، مثالين على المؤسسات التعليمية البارزة التابعة للكنيسة والتي تأسست خلال فترة حقبة الهند البريطانية. وداخل المؤسسات التعليمية التي أنشئت خلال فترة الحكم البريطاني، كانت النصوص المسيحية، وخاصةً الكتاب المقدس، جزءاً من المناهج الدراسية. خلال فترة الحكم البريطاني، طور المبشرون المسيحيون أنظمة الكتابة للغات الهندية التي لم يكن لها في السابق أنظمة. كما وعمل المبشرون المسيحيون في الهند على زيادة معرفة القراءة والكتابة.

### في أفريقيا
بحسب دراسة حديثة، نشرت في مجلة العلوم السياسية الأمريكية (مطبعة جامعة كامبريدج)، حيث تم التركيز على دور المبشرين البروتستانت، وجدت الدارسة أنهم كثيرًا ما تركوا أثرًا اجتماعيًا إيجابيًا للغاية في المناطق التي كانوا يعملون فيها. «من خلال التحليل الإحصائي ارتبطت البعثات البروتستانتية بشكل كبير وبقوة مع نشر الطباعة، والتعليم، والتنمية الاقتصادية، وتنظيم المجتمع المدني، وحماية الملكية الخاصة، وسيادة القانون، ومستويات أقل من الفساد». وبحسب العالم السياسي روبرت ودبيري وجد من خلال الإحصاءات إلى القول بأن البعثات البروتستانتية كانت عاملاً مساعدًا هامًا في نشر الحرية الدينية، والتعليم، والديمقراطية.
نشط المبشرون البروتستانت بشكل خاص في إنشاء المدارس وتثقيف السكان المحليين، بدافع من إيمانهم بأن الجميع يجب أن يكونوا قادرين على قراءة الكتاب المقدس بلغتهم الأم. ويشير روبرت د. ودبيري عالم اجتماع في جامعة بايلور أن للمُبشرين البروتستانت في أفريقيا «كان لهم دور فريد في نشر التعليم الشامل» بسبب الأهمية الدينية لدراسة وقراءة الكتاب المقدس، حيث قام المُبشرين في ترجمة الكتاب المقدس للغات المحليَّة وفي إنشاء المدارس لتعزيز معرفة القراءة والكتابة.
ويشير ناثان نان أستاذ الاقتصاد في جامعة هارفارد أنَّ التعليم «هو المكافأة الرئيسية قبل المبشرين لجذب الأفارقة للمسيحية». كما وشجع المبشرين البروتستانت على تعليم المرأة ومحو الأمية بين النساء. وبحسب الدراسة قد تلعب مجموعة من العوامل الاقتصادية والاجتماعية والثقافية والدينية المعاصرة دورًا أيضًا في الفجوة. ووفقاً لأستاذ الاقتصاد في جامعة هارفارد ناثان نان «تبين أن وجود المبشرين المسيحيين، وخاصةً المبشرين البروتستانت، يرتبط ارتباطًا وثيقًا وإيجابياً بزيادة التحصيل العلمي، ويبدو أن التأثيرات تستمر لأجيال عديدة». كما ويشير بينما للبعثات الكاثوليكية والبروتستانتية تأثير إيجابي طويل المدى على التحصيل العلمي في أفريقيا، الا أن التأثيرات حسب الجنس كانت مختلفة تمامًا. كان للبعثات البروتستانتية تأثير إيجابي كبير على تعليم الإناث على المدى الطويل وتأثير صغير للغاية على تعليم الذكور على المدى الطويل. في المقابل،  وتوصل ناثان نان عن طريق الجمع بين المعلومات التاريخية عن مواقع البعثات التبشيرية الكاثوليكية والبروتستانتية في المستعمرات الأفريقية إلى وجود أدلة متوافقة مع الاعتقاد بأن البعثات البروتستانتية كان لها تأثير قوي على التحويل الديني، وعلى زيادة التحصيل العلمي.

## الاقتصاد

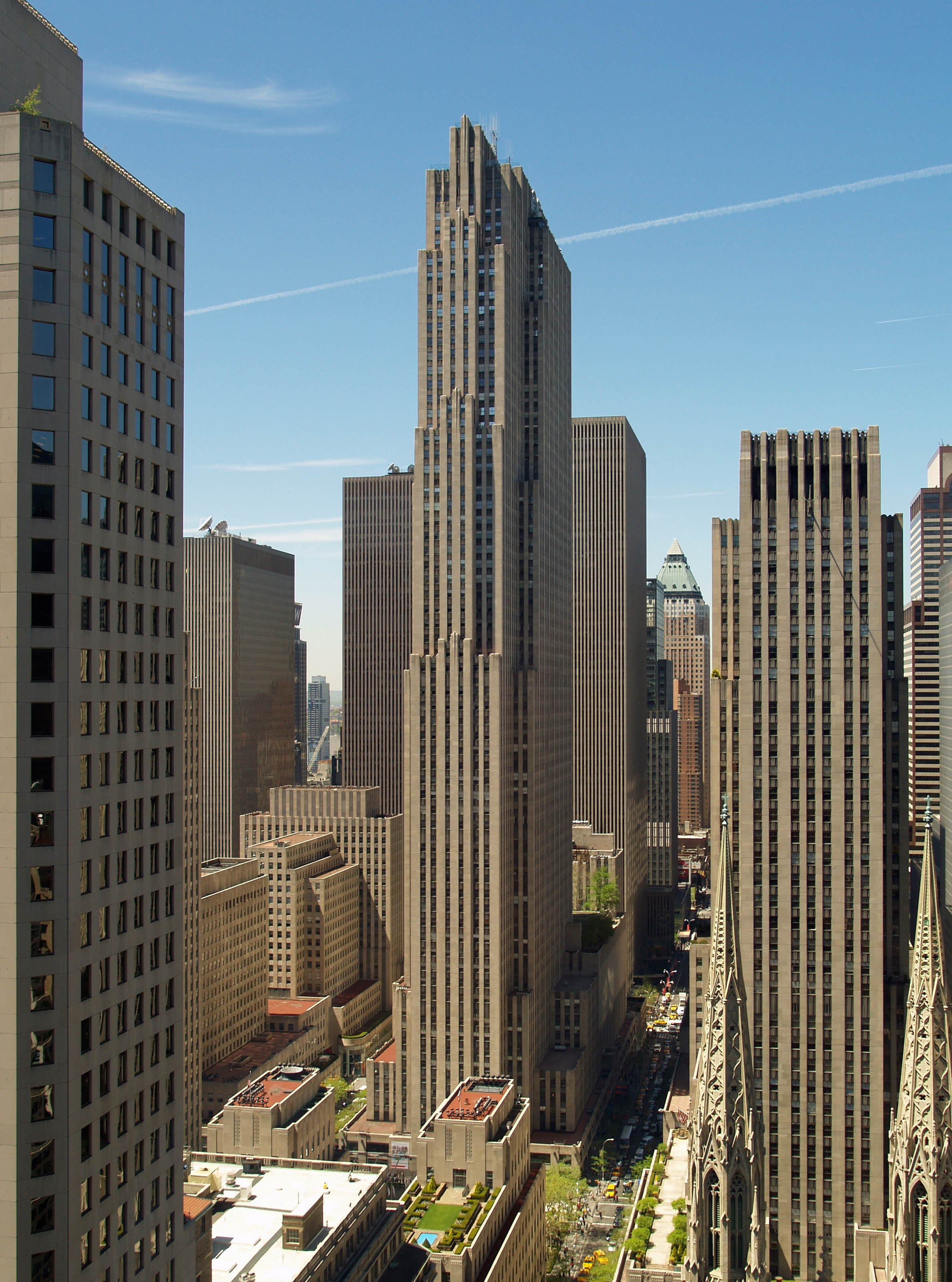
مركز روكفلر، في مانهاتن، مدينة نيويورك، وتعود إلى أسرة روكفلر وهي أسرة بروتستانتية لعبت دور هام في الاقتصاد العالمي.

مفهوم البروتستانتية حول الله والإنسان سمح لظهور حرية الفكر والانضباط والعمل. الذي كان يركز على الأعمال الدنيوية ويعتبر العمل كواجب يستفيد منه كل من الفرد والمجتمع ككل، وبالتالي شجعت البروتستانتية على تراكم الثروات واعتبرتها نعمة من عند الله متأثرة في ذلك في العهد القديم. وهكذا، تحولت فكرة الكاثوليكية من أعمال الرب إلى الالتزام بالعمل الجاد كدليل على نعمة. واستنادًا إلى ماكس فيبر فأخلاق العمل البروتستانتية، خاصًة المذهب الكالفيني، من انضباط وعمل شاق وإخلاص، كانت وراء ظهور العقلية الرأسمالية في أوروبا، : وذلك لقولها بأن النجاح على الصعيد المادي هو دلالة على نعمة إلهية واختيار مسبق للخلاص. فقد حثت تعاليمهم بان يكونوا منتجين بدلاً من مستهلكين ويستثمروا أرباحهم لخلق المزيد من فرص العمل لمن يحتاج وبذلك تمكنهم في المساهمة في بناء مجتمع منتج وحيوي. ومن الآثار المهمة للحركة الكالفينية، بسبب تأكيدها حرية الفرد، ظهور برجوازية جديدة، فالحرية الفردية وما رافقها من نجاح في مجال الصناعة، جعل أتباع الكالفينية يهتمون بالثروة والمتعة وحب التملك بدلاً من البحث عن خيرات الأرض بالسعي والجد.
كذلك كان لأخلاق العمل البروتستانتية كقيم الموثوقية، والادخار، والتواضع، والصدق، والمثابرة والتسامح، أحد أسباب نشأة الثورة الصناعية.
في دراسة معروفة قام بها عدد من الباحثين في مطلع الألفية ويمكن اختصار اسمها كالتالى: (CMRP) وجد عدد من الباحثين أن المجتمعات التي تسيطر عليها الثقافة البروتستانتية تشمل الولايات المتحدة، الدول الإسكندنافية، ألمانيا، المملكة المتحدة، هولندا، سويسرا، كندا، أستراليا ونيوزيلندا تميل إلى العمل والاجتهاد والإنجاز والابتكار أكثر من المجتمعات التي تسيطر عليها ثقافات دينية أخرى مثل الكاثوليكية والإسلام والبوذية والهندوسية. ووفقًا للدراسة فالدول ذات الثقافة والأغلبية البروتستانتية لديها مؤشر التنمية البشرية والناتج المحلي مرتفع، كما وتتربع العديد من الدول البروتستانتية قائمة أغنى دول العالم،  والدول الأقل فساداً في العالم. ولدى العديد من المجتمعات البروتستانتية في دول غير بروتستانتية نفوذ اقتصادي كبير لا يتناسب مع وزنهم العددي يظهر ذلك على سبيل المثال في فرنسا حيث للبروتستانت نفوذ كبير في الصناعة والاقتصاد والشركات المالية والبنوك وكوريا الجنوبية حيث معظم الشركات الكبرى بالبلاد يديرها مسيحيون بروتستانت. واستنادًا إلى نموذج بارو وماكليري، فإن أخلاق العمل البروتستانتية قد لعبت دورًا رئيسيًا في نجاح كوريا الجنوبية في المجال الاقتصادي.
يميل البروتستانت الأسقفيين والمشيخيين إلى أن يكونوا أكثر ثراء بكثير وأفضل تعليمًا من معظم الجماعات الدينية الأخرى في الولايات المتحدة،  يُذكر أنّ للأسقفيين نفوذ كبير في عالم الإقتصاد والسياسية حيث أنّ نسبهم تفوق نسبتهم السكانيّة وبشكل غير متناسب بين رجال الأعمال الأميركيين،  القانون والسياسة، وخاصًة في الحزب الجمهوري.
خلصت دراسة أجرتها مجلة فورتشن أنّ واحد من كل خمسة أكبر الشركات في الولايات المتحدة تُدار من قبل الأسقفيين. واحدة من ثلاثة أكبر وأقوى البنوك في البلاد، يرأسُه أسقفيين. تاريخيًا إنتمت العديد من العائلات الأمريكية الثرية والغنية الشهيرة مثل عائلة روكفلر، ومورجان، وفورد، وروزفلت، وفاندربيلت، وكارنجي، ودو بونت، وآستور، وفوربس، وعائلة بوش إلى كنائس البروتستانتية الخط الرئيسي.

### دور الحركة التطهرية

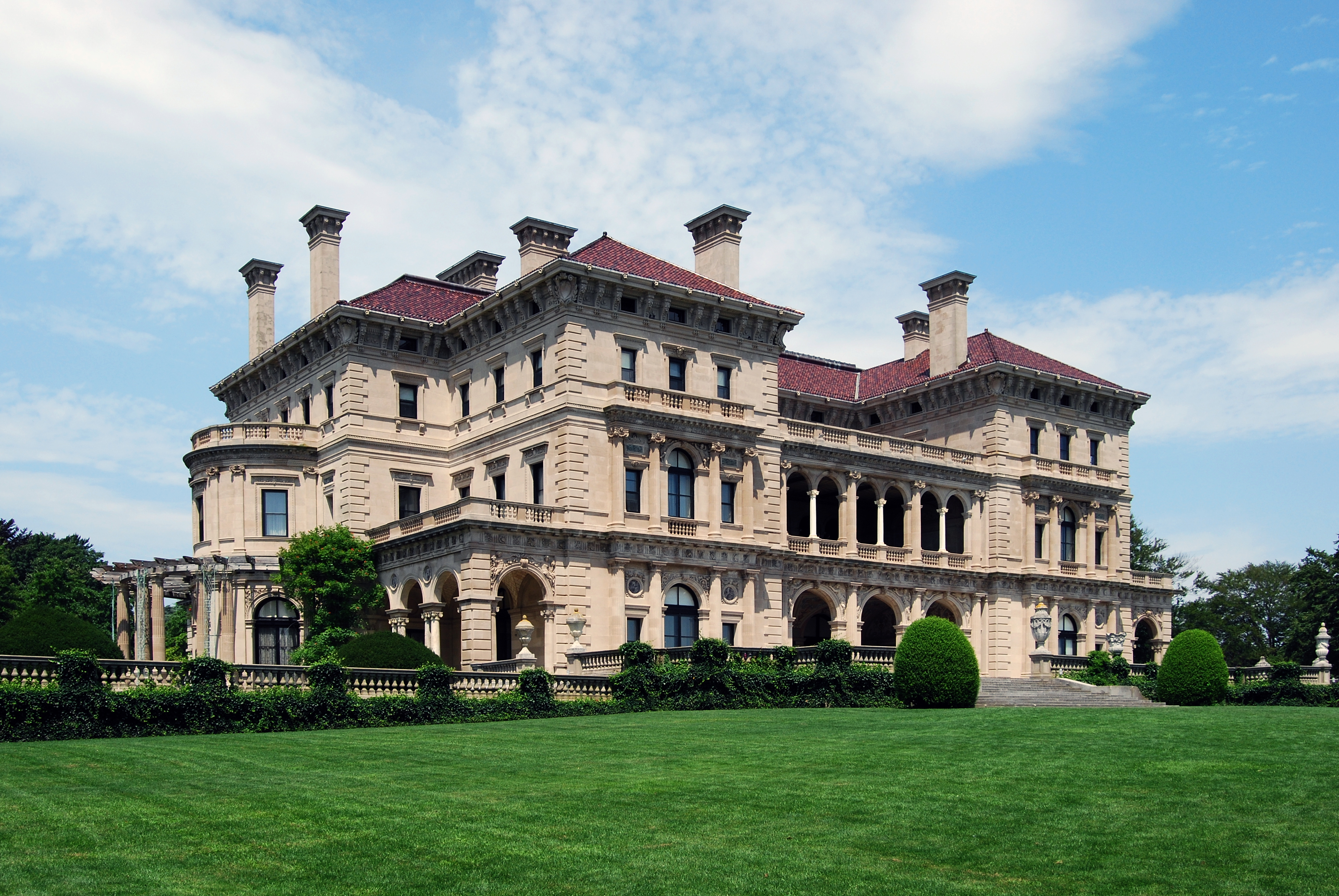
قصر أسرة فاندربيلت، في رود آيلاند، وتعتبر أسرة فاندربيلت إحدى أكثر أسر الواسب المرموقة ثراءً وتأثيرًا على المجتمع الأمريكي.

وبعض الباحثين يربطون أيضًا دور التطهريين وهم من الكالفينين في الاقتصاد والرأسمالية في الولايات المتحدة الاميركية. فقد حثت تعاليمهم بان يكونوا منتجين بدلاً من مستهلكين ويستثمروا أرباحهم لخلق المزيد من فرص العمل لمن يحتاج وبذلك تمكنهم في المساهمة في بناء مجتمع منتج وحيوي. ومن الآثار المهمة للحركة التطهرية، بسبب تأكيدها حرية الفرد، ظهور برجوازية جديدة، فالحرية الفردية وما رافقها من نجاح في مجال الصناعة، جعل أتباع البيوريتانية يهتمون بالثروة والمتعة وحب التملك بدلاً من البحث عن خيرات الأرض بالسعي والجد.
ويعتبر اليوم أحفاد التطهريين أو ما يعرفون بالواسب الطبقة الثرية والمتعلمة في الولايات المتحدة،  وهم بمثابة النخبة الاجتماعية التي تتحكم في الاقتصاد والسياسة والمجتمع الأمريكي.

### التأثير الكالفيني
أدى صعود البروتستانتية إلى تحرير أوروبا المسيحية وإلى ازدياد نظرة روما ضد الربا. في أواخر القرن الثامن عشر، بدأت العائلات التجارية البروتستانتية للانتقال إلى العمل المصرفي بدرجة متزايدة، ولا سيّما في البلدان التجارية مثل المملكة المتحدة (آل بارينجز)، وألمانيا (أسرة شرودرز وبرينبرغ) وهولندا. كما ولعبت النخب البروتستانتية الغنيّة دور كبير اقتصادي مثالًا على ذلك عندما تحولت جنيف إلى البروتستانتية في 1536 وذلك بعد وصول جون كالفين إلى هناك. بحيث ظهر التأثير البروتستانتي في سويسرا وعلى المجتمع السويسري خاصًة في المجال العلمي والاقتصادي إذ تشكل البروتستانت من المتعلمين والحرفيين والبرجوازيين، وعمل البروتستانت خاصًة الهوغونوتيون في إنشاء البنوك وعملوا في الذهب والتجارة. كما لعبت العائلات الغنية العريقة البروتستانتية دور اقتصادي هام، كعائلة بيكتات، التي مَـنحت إسمها لمصرف بيكتات الخاص.
ظهر أيضًا التأثير الكالفيني في هولندا وعلى المجتمع والاقتصاد الهولندي، ولعب هجرة الهوغونوتيون الذين قدموا من فرنسا، والبروتستانت الذين قدموا من جنوب هولندا إلى مدينة أمستردام. أدت هذه الهجرات إلى إنشاء العديد من الأعمال المصرفيّة والصناعيّة الكبرى. يظهر قول يعكس الوضع آنذاك في القرن السادس عشر:
| ثقافة بروتستانتية | الكاثوليك لديهم الكنائس، واللوثريين لديهم السلطة، والكالفينيين يملكون المال. | ثقافة بروتستانتية |

## العلوم

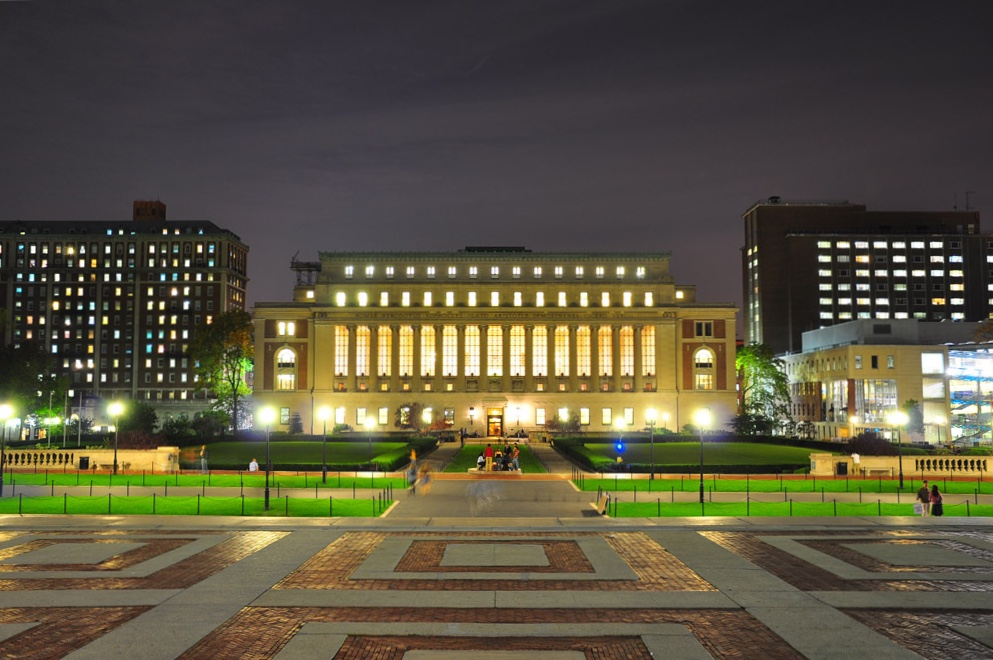
مكتبة جامعة كولومبيا، والتي كانت من معاقل البروتستانت، أثرت البروتستانتية على انتشار الأبحاث العلمية.

يرى عدد من المؤرخين وعلماء الاجتماع أن ظهور البروتستانتية كان لها أثر كبير في نشوء الثورة العلمية،  وكأحد الأسباب التي أدت إلى الثورة العلمية خاصًة في انكلترا وألمانيا، فقد وجدوا علاقة ايجابية بين ظهور حركة التقوى البروتستانتية والعلم التجريبي.
واستنادًا إلى روبرت ميرتون فأن العلاقة بين الانتماء الديني والاهتمام بالعلم هو نتيجة لتضافر كبير بين القيم البروتستانتية وتلك في العلوم الحديثة. وقد شجعت القيم البروتستانتية على البحث العلمي من خلال السماح بالعلم لتحديد تأثير الله على العالم، وبالتالي يتم تقديم مبررات دينية لأغراض البحث العلمي.
وتاريخيًا فالبروتستانتية لم تدخل في صراع مع العلم. وكان روبرت ميرتون قد أسند نظريته بسبب كون أغلب العلماء في الجمعية الملكية وهي من المؤسسات العلمية المرموقة من البروتستانت. وكانت قد سبقه عدد الباحثين في اعتبار أخلاق العمل البروتستانتية كقيم الموثوقية، والادخار، والتواضع، والصدق، والمثابرة والتسامح، أحد أسباب نشأة الثورة الصناعية. وسبب لتطور المجتمع اقتصاديًا ودافع لتطوير العلوم وواحدة من المحركات الدافعة لبنية المجتمع العلمي، كون البروتستانتية تركز على الاجتهاد وتعطي مكانة مميزة للدراسة والمعرفة والعقل.
ذكر كتاب ذكرى 100 عام لجائزة نوبل أنَّ حوالي (31.5%) من الحاصلين على جائزة نوبل بين الأعوام 1901- 2000 كانوا من البروتستانت. وكان كل من اللوثريون والكالفينيين والأنجليكان على التوالي البروتستانت الأكثر حصولًا على جوائز نوبل. كما وجدت دراسة أخرى لشيربي أودلبرغ عام 2000 أنّ 35% من الحائزين على جائزة نوبل هم من البروتستانت. ذكر عالم الاجتماع جيرهارد لنسكي في أوائل عقد 1960 أنَّ العلماء البروتستانت كانوا أكثر إنتاجية بست مرات من نظرائهم الكاثوليك، وهو اختلاف انعكس في حقيقة أن المجتمعات البروتستانتية ولدت الكثير من الحائزين على جائزة نوبل للعلوم أكثر من الكاثوليك. بين عام 1900 وعام 1977، جاء حوالي 60% من الحائزين الأمريكيين على جائزة نوبل في العلوم إما من مدينة نيويورك أو من الغرب الأوسط، ويرجع ذلك إلى حد كبير إلى الإنجازات غير المتناسبة للمجتمعات اليهودية والبروتستانتية.
ذكرت دراسة نُشرت في كتاب النخبة العلميّة: الحائزين على جائزة نوبل في الولايات المتحدة أنّ 60% من الحائزين على جائزة نوبل في الطب في الولايات المتحدة بين الأعوام 1901-1972 هم من خلفية بروتستانتية، ويُشّكل العلماء من الخلفية البروتستانتية نسبة 84.2% من الأمريكيين الحائزين على جائزة نوبل في الكيمياء بين الأعوام 1901-1972، ويشكلون أيضًا نسبة 58.6% من الأمريكيين الحائزين على جائزة نوبل في الفيزياء. تشير الدراسة أيضًا إلى أنّ 70.3% من النخبة العلميّة في الولايات المتحدة من خلفية بروتستانتية مقابل 20% من خلفية كاثوليكية و9.3% من خلفية يهودية؛ يُذكر أنّ حوالي 60.9% من نخبة الأطباء في الولايات المتحدة هم من خلفية بروتستانتية، فضلًا عن 74.1% من نخبة علماء الكيمياء و68.2% من نخبة علماء الفيزياء هم من البروتستانت. في كتابهم الصادر عام 2014 حول صعود وسقوط المجموعات الثقافية الأمريكية، وجدت أساتذة كلية الحقوق بجامعة ييل آمي تشوا وجيد روبنفيلد أن المجموعات العرقية الأمريكية الثلاث الممثلة تمثيلاً زائداً بين الحائزين على جائزة العلمية: البروتستانت البيض واليهود والآسيويون.
يُذكر أنه وفقًا لدراسة نشرتها وال ستريت جورنال فإن ستة طوائف بروتستانتية تتصدر قائمة أولى العشرة طوائف دينية التي حصلّت على أفضل اداء في اختبار سات SAT على مستوى الولايات المتحدة.

## دور الهوغونوتيون
الهوغونوتيون وهم أعضاء كنيسة فرنسا الإصلاحية البروتستانتية خلال القرنين السادس عشر والسابع عشر. وقد لعبت النخب البروتستانتية من أتباع الهوغونوتيون الغنيّة دور كبير اقتصادي وفكري في فرنسا منذ القرن السادس عشر، إلى الوقت الحالي. وتتمّ الإشارة في هذا السياق، إلى أن نفوذ البروتستانت الفرنسيين كبير ولا يتناسب مع وزنهم العددي. ويتبدى هذا في مجالات عديدة، ففي الصناعة: شركة بيجو لصناعة السيارات، مجموعة هيرمز في مجال العطور والسلع الراقية. وفي السياسة ليونيل جوسبان وميشيل روكار (شغلا منصب رئيس الوزراء). وفي الثقافة اندريه جيد، الفيلسوف بول ريكور، السينمائي جان لوك غودار.
تحولت جنيف إلى البروتستانتية في 1536 وذلك بعد وصول جون كالفين إلى هناك. وأضحى للبروتستانتية تأثير كبير على المجتمع السويسري خاصًة في المجال العلمي والاقتصادي إذ تشكل البروتستانت من المتعلمين والحرفيين والبرجوازيين، وعمل البروتستانت خاصًة الهوغونوتيون في إنشاء البنوك وعملوا في الذهب والتجارة. وعلى غرار الدين والسياسة، كانت الفكرة الجوهرية في المجال المصرفي تتمثل في حماية المواطن من خلال الاستناد على رافعة المتطلبات الأخلاقية الرفيعة. وهنا يتجه الفكر بدون تردد إلى الزمن الحاضر. من جهة أخرى، اعتبرت البروتستانتية أن المجال الخاص (أو الخصوصية الفردية) قيمة تستحق الحماية، وإذا ما تم الربط بين هذه الأخيرة وممارسة أنشطة مصرفية، يُتحصّل على السر المصرفي. ولا تزال جينيف على صِـلة قوية بأصولها البروتستانتية، على المستويين الاجتماعي والمعنوي، اجتماعيًا، لأن عددا من العائلات الغنية العريقة بروتستانتية، كعائلة بيكتات، التي مَـنحت اسمها لمصرف بيكتات الخاص.

## السياسة
في العصور الوسطى، كانت الكنيسة والسلطات الدنيوية ترتبط ارتباطًا وثيقًا. فصل مارتن لوثر الدين عن العالم الدنيوي من حيث المبدأ (مبدأ المملكتين). اضطر المؤمنون إلى استخدام العقل للتحكم في المجال الدنيوي بطريقة منظمة وسلمية. مذهب لوثر وتظرته حول الكهنوت لجميع المؤمنين سمح ترقية وابراز دور العلمانيين في الكنيسة إلى حد كبير. وكان لأعضاء الكنيسة الحق في انتخاب الأساقفة، وإذا لزم الأمر حتى على التصويت لصالح اقالته. وعزز كالفين هذا النهج الديمقراطي عن طريق تقسيم الكنيسة تنظمها تحت حكم مجالس شيوخ بشكل ديمقراطي. فيوجد في كل مجمع دورة مكونة من شيوخ حاكمين وشيوخ معلمين. الشيوخ الحاكمون مسؤولون عن حكم وانضباط الكنيسة، والشيوخ المعلمون مسؤولون عن الوعظ الكتابي وتدبير الأسرار المقدسة (التي يوجد منها اثنان فقط في الكنائس البروتستانتية، وهي المعمودية والعشاء الرباني). وبالإضافة إلى الشيوخ، يوجد في كل مجمع شمامسة مسؤولون عن الأمور المادية مثل التبرعات والحاجات الخيرية.
وفقا لتعاليم جان كالفن يجب على الأمّة أن يحكمها رؤساء مُنتَخبون، لا في دولة استبداديّة أو تحت حكومة طاغية. ففي الفصل الأخير من مؤلّفه «ملخّص التّعليم المسيحيّ»، أعرب «كالفن» عن تفضيله لهذا النّوع من الحُكم، الّذي كان سابقًا لعصره في القرن السّادس عشر. وعلى الرّغم من إدراكه أنّ كلّ أنواع الحُكم في هذا العالم هي ضمن مشيئة الله، إلاّ أنّه اعتبر أنّ الحُكم الجمهوريّ قد يضع الرّؤساء أو المُمثّلين عن الشّعب موضع المراقبين لبعضهم بعضًا، ممّا يحول دون الحكم الاستبداديّ. لقد خاف «كالفن» من اغتصاب الإنسان للسُّلطة بسبب فساده. لذلك، فإنّ الخيار بوجود رؤساء مُنتَخبين قد يعني إظهار مشيئة الله لشعبه. إنّ الحُكم الجمهوريّ، أو حُكم القضاة، يعكس النّموذج الكتابيّ عن حُكم الشّيوح المنتخبين للكنيسة. كان لتعاليم كالفن والبروتستانتية الأثر الأكبر على رسيخ مبادئ الديموقراطية في إنجلترا مع الثورة المجيدة، وهولندا، والتي تبنت الكالفينية كمذهب رسمي وتبنت نظامًا ليبراليًا ما جعلها بنوع خاص موئلاً لمختلف الأقليات المضطهدة خصوصًا اليهود. كما ومنحت حق اللجوء لفلاسفة أمثال باروخ سبينوزا وبيير بايل. وكان هوغو غروتيوس قادرًا على تدريس نظريته حول القانون الطبيعي حيث كان تفسيره ليبراليًا نسبيًا مقارنة للكتاب المقدس .
متسقة مع الأفكار السياسية الكالفينية، خلقت البروتستانتية الديمقراطية في الولايات المتحدة وإنجلترا على حد سواء. في إنجلترا خلال القرن السابع عشر، كانت النخبة المكونة من الأشخاص الأكثر أهمية أمثال أوليفر كرومويل، جون ميلتون، جون لوك من البروتستانت. كما وقادت النخبة البروتستانتية أحداثًا هامة في التاريخ الغربي مثل الثورة المجيدة، ومشروع وثيقة حقوق 1689، وقانون للتسوية. في وقت لاحق نقل البريطانيون المثل الديمقراطية إلى مستعمراتهم، على سبيل المثال في أستراليا، ونيوزيلندا، والهند. في أمريكا الشمالية مارست كل من مستعمرة بليموث (التي أسسست على يد الآباء الحجاج عام 1620) ومستعمرة خليج ماساتشوستس (والتي أسست عام 1628) ديمقراطية الحكم الذاتي والفصل بين السلطات. كانت الولايات المتحدة مزيجًا من طوائف بروتستانتية عديدة لا تنظمها سلطة مركزية، لذلك فقد كان اعتماد إحدى هذه الطوائف دينًا للدولة أو لإحدى الولايات سيؤدي إلى مشاكل عديدة تؤثر على حالة الاتحاد الفدرالي لذلك كان لا بدّ من فصل الدين عن الدولة، وبالتالي كان الدين السبب الرئيس في خلق أول جمهورية علمانية،  لقد وجد المسيحيون الأمريكيون، النظام الجديد بما يتيحه من حرية إنجاز الله تمامًا كما حصل مع موسى وداوود وفق الكتاب المقدس، فرغم علمانيتهم ظل الإمريكيون مخلصين لمسيحيتهم؛ كذلك فحسب الموسوعة البريطانية فقد تأثر الآباء المؤسسون للولايات المتحدة عند كتابة دستور الولايات المتحدة من تعاليم الكتاب المقدس والقيم المسيحية.

## الحرية الدينية وحقوق الإنسان

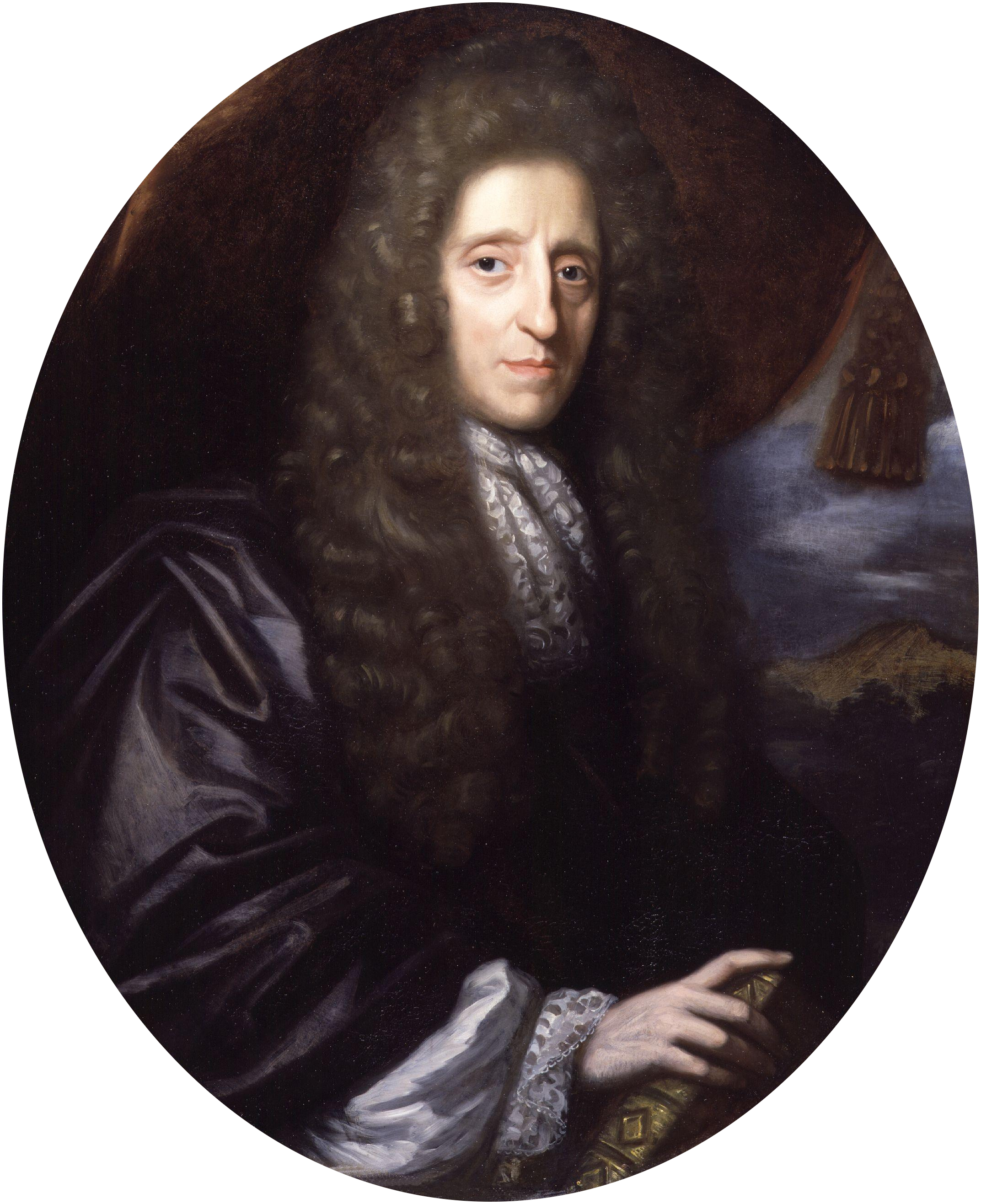
المفكر جون لوك.

بادرت النخبة البروتستانتية في خلق الحرية الدينية، والتي كانت النقطة الممهدة لانطلاق حقوق الإنسان. فقد وضع الإصلاحيين البروتستانت حرية الضمير في أولوية عالية في الجداول اللاهوتية والفلسفية والسياسية منذ رفض لوثر الارتداد عن معتقداته من خلال الضغوطات التي قامنت بها الإمبراطورية الرومانية المقدسة ضده عام 1521. في رأيه، الإيمان عمل من الروح القدس وبالتالي لا يمكن أن يُجبر على أي شخص. القائلون بتجديد عماد والهوغونوتيون كانوا من أهم المطالبين لحرية الضمير، وقد مارست الجماعتين الفصل بين الكنيسة والدولة . في أوائل القرن السابع عشر ظهرت أسماء من المعمدانيين أمثال جون سميث وتوماس هلويس والتي نادت وكان لها فضل في نشر والدفاع عن الحرية الدينية. وكانت لأفكار جون سميث صدى وتأثير على جون ميلتون ومواقف جون لوك حول التسامح. تحت قيادة القس المعمداني روجر ويليامز والأبرشاني توماس هوكير والقس وليم بن من جمعية الأصدقاء الدينية وضغت كل من رود آيلاند وكونيتيكت وبنسلفانيا جنبًا إلى جنب في دساتيرها الديمقراطية حرية الدين. أصبحت هذه المستعمرات ملاذات آمنة للأقليات الدينية المضطهدة، بما في ذلك اليهود. أدلى إعلان الاستقلال الأمريكي، ودستور الولايات المتحدة، ووثيقة حقوق تشريع حقوق الإنسان الأساسية وإعطائه إطارًا قانونيًا وسياسيًا. الغالبية العظمى من الأمريكيين البروتستانت من رجال دين وعلمانيين على حد سواء، أيدت بقوة حركة الاستقلال . ومثلت جميع الكنائس البروتستانتية الكبرى في الأول والثاني من المؤتمرات القارية. في القرنين التاسع عشر والعشرين أصبحت الديمقراطية الأمريكية نموذجًا يُحتذى به للعديد من البلدان الأخرى في جميع أنحاء العالم، على سبيل المثال في أمريكا اللاتينية واليابان وألمانيا.
وكان الصلة القوية بين أمريكا والثورة الفرنسية من خلال الماركيز دي لافاييت، فقد كان من المؤيدين المتحمسين للمبادئ الدستورية الأمريكية . وكان الإعلان الفرنسي لحقوق الإنسان والمواطن قد قام أساسًا على مشروع ووثيقة لافاييت لحقوق الإنسان. إعلان الأمم المتحدة والإعلان العالمي لحقوق الإنسان أيضا كان نتيجة للتقليد الدستوري الأميركي.

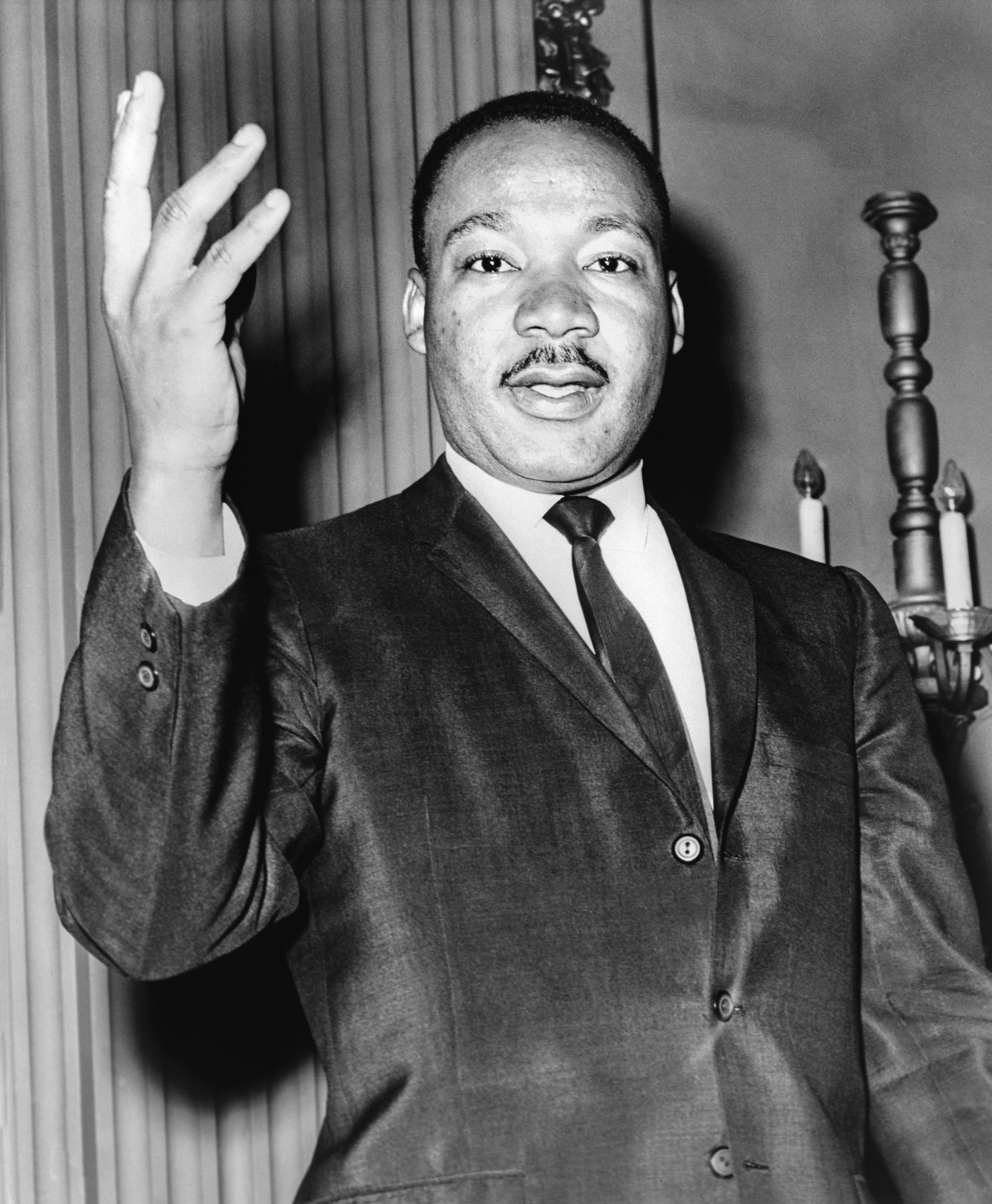
مارتن لوثر كينغ، قس وناشط سياسي إنساني، من المطالبين بإنهاء التمييز العنصري.

أثرت البروتستانتية على الديمقراطية، نظرية العقد الاجتماعي، والفصل بين السلطات، والحرية الدينية، والفصل بين الكنيسة والدولة من خلال الفلاسفة والمفكرين البروتستانت خلال عصر الإصلاح وعصر التنوير. كان للفلاسفة التنويرين الإنجليزيين والاسكتلنديين والألمان والسويسريين أمثال توماس هوبز وجون لوك، جون تولاند، ديفيد هيوم، غوتفريد فيلهلم لايبنتز، إيمانويل كانت، وجان جاك روسو لجميعهم خلفية بروتستانتية. على سبيل المثال استند جون لوك والذي استندت افكاره السياسية على «مجموعة من الافتراضات المسيحية البروتستانتية» حول المساواة بين جميع البشر، بما في ذلك المساواة بين الجنسين («آدم وحواء») والمستمدة من سفر التكوين 1، 26 -28. يُذكر أنّ العديد من الأفكار الأساسية في إعلان الاستقلال الأمريكي ووثيقة الحقوق قد أستمدت من الكتاب المقدس.
كما تم تشريع العديد من جوانب حقوق الإنسان الأخرى من جانب النخبة الفكرية البروتستانتية. منها على سبيل المثال إلغاء التعذيب في بروسيا عام 1740 والرق في بريطانيا في عام 1834 وفي الولايات المتحدة في عام 1865. يجادل رودني ستارك العالم في علم اجتماع الدين في كتابه «لمجد الله»، أن المسيحية بشكل عام والبروتستانتية بشكل خاص، ساعدت على إنهاء الرق في جميع أنحاء العالم،  ويشاركه في ذلك أيضًا لامين سانه المؤرخ في جامعة ييل،  إذ يشير هؤلاء الكتّاب إلى أن المسيحيين كانوا ينظرون إلى الرق بأنه خطئية ضد الإنسانية وفق معتقداتهم الدينية.
وفي أواخر القرن السابع عشر بدأت الطوائف البروتستانتية مثل القائلون بتجديد عماد في انتقاد الرق. العديد من الانتقادات المماثلة وجهت أيضًا من قبل جمعية الأصدقاء الدينية، المينونايت، والاميش ضد الاسترقاق، لعلّ كتاب هيريت ستاو "كوخ العم توم"، والذي كتبته «وفقًا لمعتقداتها المسيحية» في عام 1852، أحدث صدىً عميقًا في انتقاد الرق. وكانت جمعية الأصدقاء الدينية من أولى المؤسسات الدينية المناهضة للعبودية، كما لعب أيضًا جون ويسلي، مؤسس الميثودية، دورًا في بدء حركة التحرير من العبودية كحركة شعبية.
بالإضافة إلى المساعدة في التحرير من العبودية من قبل الطوائف البروتستانتية، فقد بذل عدد من البروتستانت مزيد من الجهود نحو تحقيق المساواة العرقية، والمساهمة في حركة الحقوق المدنية. فمنظمة الأميركيين الأفارقة تذكر الدور الهام للحركات الاحيائية المسيحية في الكنائس السوداء التي لعبت دور هام وأساسي في حركة الحقوق المدنية. ولعل أبرز المسيحيين ممن لعبوا دور في حركة الحقوق المدنية مارتن لوثر كينغ، وهو قس للكنيسة المعمدانية، وزعيم حركة الحقوق المدنية الإميركية ورئيس مؤتمر القيادة المسيحية الجنوبية، وهي منظمة مسيحية تنادي بالحقوق المدنية. وكان لبروتستانت أمثال وليام ويلبرفورس وهارييت بيتشر ستو وابراهام لنكولن دور هام في إلغاء الرق. وأثر الفيلسوف والفكر البروتستانتي هوغو غروتيوس وصموئيل بوفينروف أثر بالغ على القانون الدولي. والتي منها أستنبطت اتفاقية جنيف، وهي جزء مهم من القانون الدولي الإنساني، والتي هي نتيجة لعمل هنري دونان البروتستانتي المتدين ومؤسس الصليب الأحمر.

## الرعاية الصحية والاجتماعية

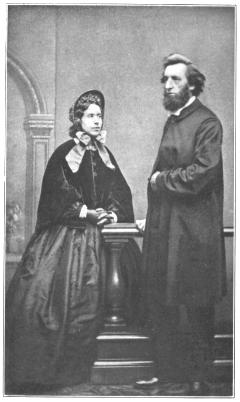
الزوجين وليام وكاثرين بوث مؤسسي جيش الخلاص.

نادى الإصلاحيون البروتستانت لمساعدة الناس. وقد أسست المنظمات البروتستانتية المستشفيات والمنازل لذوي الاحتياجات الخاصة أو كبار السن، والمؤسسات التعليمية، والمنظمات التي تقدم المساعدات إلى البلدان النامية، وغيرها من وكالات الرعاية الاجتماعية. في القرن التاسع عشر، ظهر في العالم البروتستانتي حركات نشطة والتي نادت إلى الإصلاح الاجتماعي مثل إلغاء الرق، الإصلاحات في السجن، وحق المرأة في الاقتراع. كما جوابا على «المسألة الاجتماعية» في القرن التاسع عشر، وألمانيا تحت حكم المستشار البروتستانتي أوتو فون بسمارك تم إقامة برامج التأمين التي قادت الطريق إلى دولة الرفاه (التأمين الصحي والتأمين ضد الحوادث، والتأمين على العجز، ومعاشات الشيخوخة). وتأثر بسمارك وسياسته من حركة «المسيحية العملية». هذه البرامج، تم تبنيها من قبل العديد من الدول الأخرى، ولا سيما في العالم الغربي.
خلال الثورة الصناعية ظهرت عدد من العديد من المشاكل الاجتماعية، أدى ذلك إلى ظهور حركات دينية داخل الطوائف البروتستانتية، والتي حاولت ايجاد حلول لهذه المشاكل. منها مثل «جيش الخلاص» و«جمعية الشبان المسيحيين» والتي تدير مؤسسات متعددة تشمل مستشفيات ومراكز تأهيل لمدمني الكحول والمخدرات، ومعسكرات وأندية للصبية والفتيات، وأماكن إقامة للمسنين وأندية ومراكز للعناية اليومية، كما تقدم برامج تعليمية للأمهات غير المتزوجات، ودعمًا للمسجونين وعائلاتهم. وقد تبنت أيضًا هذه الحركات عقيدة النظافة من الإيمان، ومنها حركات الإنجيل الاجتماعي التي ظهرت داخل الكنائس البروتستانتية، ولعلّ أبرزها «جيش الخلاص» الذي شكَّله الزوجين وليم وكاثرين بوث، وقد كان لهم دور في نشر والتوعية عن النظافة الشخصية ونقلًا عن كتاب الصحة والطب في التعاليم الانجيلية،  كان أحد شعاراتهم الأبكر: «الصابون، الحساء، والخلاص». فضلًا عن تشديدهم على الإستحمام خاصًة عشية يوم السبت ويوم الأحد تحضيرًا للقداس وتقديمهم وإنتاج منتجات خاصة بالنظافة الشخصيّة. ومن الشخصيات التي برزت في هذه الفترة أيضًا فلورنس نايتينجيل وهي قديسة في الكنيسة الأنجليكانية،  فقد اهتمت فلورنس بالنظافة وقواعد التطهير، وبتمريض الصحة العامة في المجتمع وتعتبر أول من وضع قواعد للتمريض الحديث وأسس لتعليم التمريض ووضعت مستويات للخدمات التمريضية والخدمات الإدارية في المستشفيات.

## الفن والموسيقى والأدب

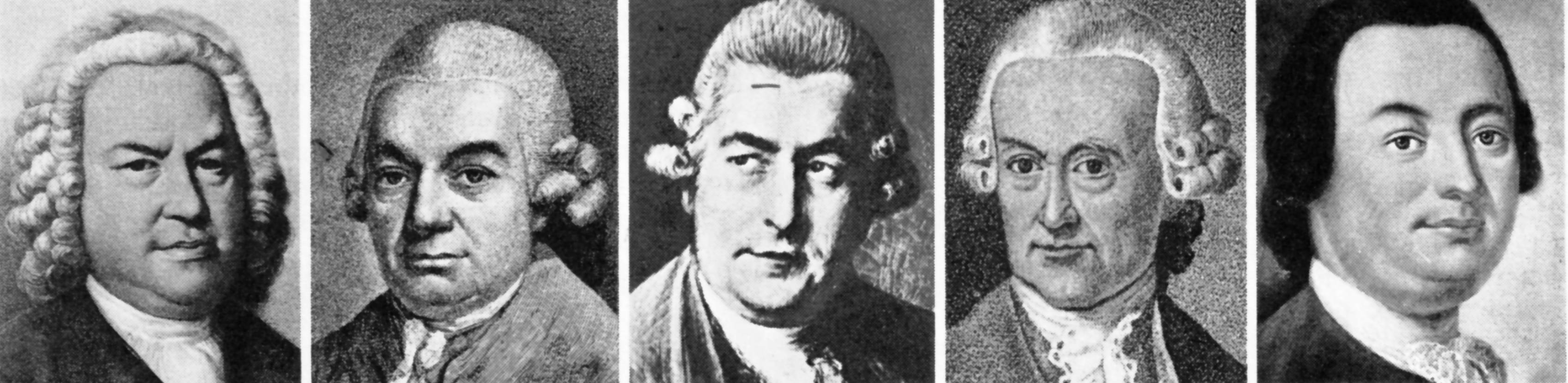
أسرة باخ، كانت للأسرة اسهامات جمة في الموسيقى الكنسية البروتسانتية.

ألهمت الفنون بقوة المعتقدات البروتستانتية. خلق مارتن لوثر، بول غيرهارد، جورج تذبل، إسحاق واتس، تشارلز ويسلي، وليام كوبر، والعديد من الكتاب الآخرين والملحنين الآخرين تراتيل الكنيسة المعروفة. الموسيقيين مثل هاينريش شوتس، يوهان سيباستيان باخ، هاندل جورج فريدريك، هنري بورسيل، يوهانس برامز، وفيليكس مندلسون بارتولدي ألفو أعمالاً دينية عظيمة في الموسيقى. كان من الرسامين من الخلفية البروتستانتية على سبيل المثال لا الحصر ألبرشت دورر، هانز هولباين الأصغر، لوكاس كراناتش، ورامبرانت، وفنسنت فان جوخ. وقد أثرى الأدب العالمي أعمال كل من ادموند سبنسر، جون ميلتون، جون بنيان، جون دون، جون درايدن، دانيال ديفو، ويليام وردزورث، جوناثان سويفت، يوهان فولفغانغ غوته، فريدريش شيلر، صمويل تايلور كوليردج، إدغار ألان بو، وماثيو أرنولد، كونراد فرديناند ماير، ثيودور فونتين، واشنطن ايرفينغ، روبرت براوننج، اميلي ديكنسون، إميلي برونتي، تشارلز ديكنز، ناثانيال هوثورن، توماس ستيرنز إليوت، توماس مان، وليم فوكنر، جون أبدايك، وغيرهم الكثير.

## الثقافة البروتستانتية الإنجيلية

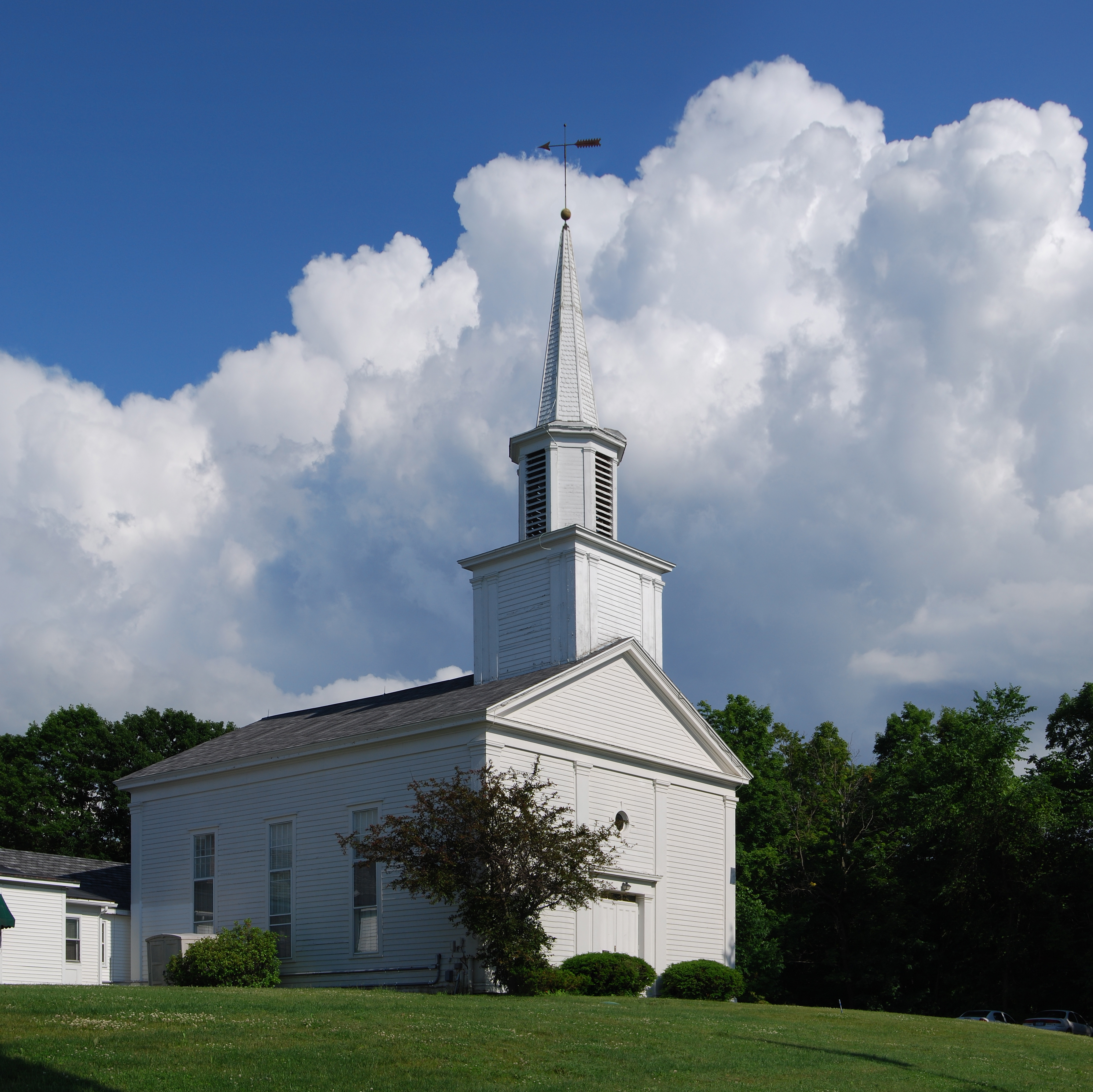
الكنيسة المشيخية؛ تكثر الكنائس والتردد عليها في مناطق الحزام الإنجيلي.

تتركز الثقافة البروتستانتية الإنجيلية والأصولية في جنوب شرق إلى وسط جنوب الولايات المتحدة الأمريكية في منطقة تُعرف باسم الحزام الإنجيلي تُشكِل فيه البروتستانتية الإيفانجيلية المحافظة اجتماعياً جزءاً رئيسياً من الثقافة، وحضور الكنيسة المسيحية فيه أعلى منه في بقية الولايات المتحدة. يحتوي الحزام الإنجيلي على معظم الولايات المتحدة الجنوبية ممتداً إلى تكساس وأوكلاهوما. خلال الحقبة الاستعمارية (1607 - 1776)، كان الجنوب معقلاً للكنيسة الأنجليكانية. وحدث تحوله إلى معقلٍ من معاقل البروتستانتية غير الأنجليكانية بشكلٍ تدريجية أثناء القرن التالي من خلال سلسلة من حركات الإحياء الديني، وكثير منها مرتبط بازدياد شعبية الطائفة المعمدانية في الإقليم. وغالبًا ما تكثر الكنائس والمؤسسات الدينية في مناطق الحزام الإنجيلي فضلًا عن الجامعات والمدارس المسيحية وبرامج التلفزة الدينية. يميل أبناء الحزام الإنجيلي إلى التصويت للأحزاب اليمينية، ويتبعون أسلوب حياة محافظ في أمور الزواج والجنس والأخلاق ويميل أبناء الحزام الإنجيلي إلى إنشاء أسر كبيرة العدد. ويشددون على الحقيقة الحرفية للكتاب المقدس، أي أنه يفسر الكتاب بشكل لفظي غير قابل للتأويل الأدبي أو التاريخي. في أواخر القرن العشرين بدأت المسيحية الأصولية بتأسيس مؤسسات إعلامية من أجل التبشير ولنشر الأفكار الخاصة بها وبحيث مناطق الحزام الإنجيلي معقلها، كما أنها تمكنت من التتغلغل في الحياة السياسية الأمريكية وأصبحت طرفًا نافذًا في اليمين المسيحي الأمريكي.
وتتواجد مناطق أخرى تعرف باسم الحزام الإنجيلي حيث الثقافة البروتستانتية المحافظة هي السائدة وحيث معدل حضور القداس والتردد على الكنائس هو الأعلى مثل المناطق الريقية في أستراليا وكولومبيا البريطانية فيكندا ومقاطعة بيو بيو في التشيلي ويوتلاند في الدنمارك وزيلند وأوفرايسل في هولندا ومور أو روميسدال في النرويج وبوهيانما في فنلندا ونانجينغ في الصين وفي في الجزيرة الشمالية في نيوزيلندا وفي غوتنبرغ وأوربرو ويونشوبينغ في السويد ومقاطعة أنترم في أيرلندا الشمالية وتاريخيًا كانت اسكتلندا هي أكثر المناطق محافظة وتدين في المملكة المتحدة.

## تأثير اليهودية على الثقافة البروتستانتية

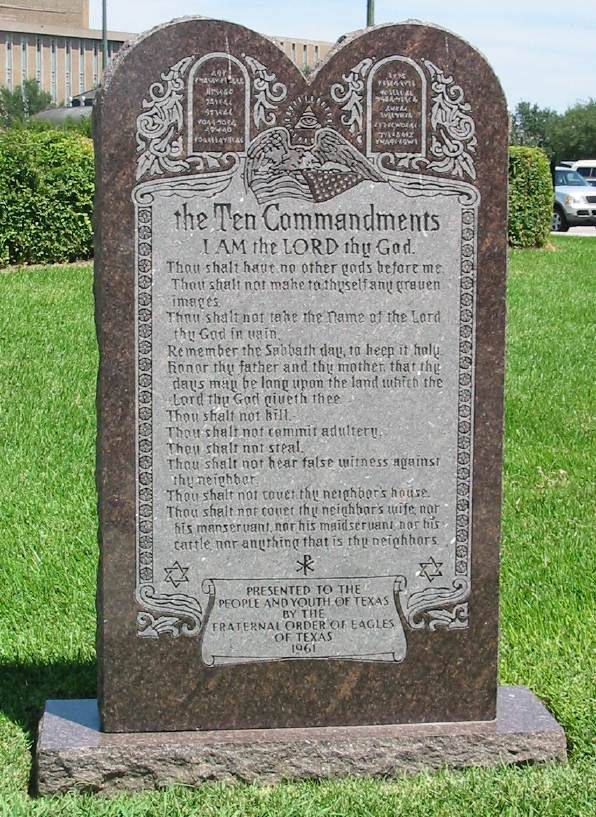
نصب الوصايا العشرة تعتبر الوصايا أسس أخلاقية في اليهودية والمسيحية.

بعد نشوء البروتستانتية على يد مارتن لوثر في القرن السادس عشر، أصدر مارتن لوثر كتابه «يسوع ولد يهودياً» سنة 1523 وقال فيه إن اليهود هم أبناء الله وإن المسيحيين هم الغرباء. ويرى الكثير من الكتاب والمؤرخين أن هذه الفترة تعد الولادة الحقيقية والفعلية للمسيحية اليهودية. وتقوم المسيحية اليهودية على تفضيل الطقوس العبرية في العبادة على الطقوس الكاثوليكية بالإضافة إلى دراسة اللغة العبرية على أساس أنها كلام الله. ولاتزال آثار هذه الأصول المشتركة بادية إلى اليوم من خلال تقديس المسيحيين للتوارة والتناخ والتي يطلقون عليها إلى جانب عدد من الأسفار الأخرى اسم العهد القديم الذي يشكل القسم الأول من الكتاب المقدس لدى المسيحيين في حين يعتبر العهد الجديد القسم الثاني منه؛ يعتقد المسيحيون أن النبؤات التي دونها أنبياء العهد القديم قد تحققت في شخص المسيح، وهذا السبب الرئيس لتبجيل التوراة.
أخذت العلاقة تتحسن بين اليهود والطوائف البروتستانتية في القرن التاسع عشر ومن ثم القرن العشرين وتوّج هذا التحسن بنشوء الصهيونية المسيحية في الولايات المتحدة الأمريكية ودعمهما لقيام إسرائيل لأسباب دينية؛
ظهر في العالم البروتستانتي مصطلح التراث اليهودي المسيحي ازداد شيوعاً في العالم الغربي في الآونة الأخيرة، وهو يعني أن ثمة تراثاً مشتركاً بين اليهودية والمسيحية، وأنهما يكوِّنان كلاً واحداً. ويعتبر التراث اليهودي المسيحي من المكونات الرئيسية للحضارة الغربية.
يظهر تأثير العهد القديم واليهودية على الثقافة البروتستانتية من خلال تبني عكس بعض الكنائس البروتستانتية التي تنحو نحو التفسير الحرفي للكتاب المقدس بفرض سلسة من الشرائع كالقيود على الطعام أمثال الأدفنتست إذ يمتنعون عن تناول اللحوم والمواد المخدرة والمنبهة والمورمون. أو من خلال ممارسة ختان الذكور إذ وتمارس قطاعات بروتستانتية واسعة؛ ختان الذكور في أستراليا،  كندا،  نيوزيلندا،  جنوب أفريقيا والمملكة المتحدة فضلًا عن المجتمعات البروتستانتية في أفريقيا مثل كينيا.
مارست الدول الغربيّة الناطقة بالإنكليزيّة ختان الذكور على نطاق واسع: إنكلترا وكندا وأستراليا ونيوزيلندا والولايات المتّحدة. تعتبر الولايات المتحدة اليوم أكبر دولة مسيحيّة في العالم مارست وما زالت تمارس ختان الذكور على أطفالها على نطاق واسع لأسباب مختلفة ولكن لعب وما زال يلعب التفسير الحرفي للتوراة عند الأصوليّين المسيحيّين دوراً هامّاً في تثبيت ختان الذكور في هذا البلد.